# Beata Nessel-Łukasik
Beata Nessel-Łukasik – polska socjolog, doktor habilitowany nauk społecznych.

## Życiorys
W 2001 r. ukończyła studia historii sztuki na Uniwersytecie Warszawskim, w 2010 r. obroniła pracę doktorską, w 2024 r. habilitowała się na podstawie pracy zatytułowanej Koalicje pamięci. Dworek ‘Milusin’ 1956-2000. Została pracownikiem naukowym na Akademii Pedagogiki Specjalnej im. Marii Grzegorzewskiej.